# Rednal
Rednal est une banlieue résidentielle située au sud-ouest de la région métropolitaine de Birmingham en Angleterre.